# Валівоць Любомир Миколайович
Любомир Миколайович Валівоць (нар. 20 серпня 1992, Хмельницький, Україна) — український актор театру, кіно та телебачення, найбільш відомий за роллю Стафа у стрічці «Бачення метелика».

## Життєпис
Народився 20 серпня 1993 року в місті Хмельницький.
У 2015 році закінчив факультет театрального мистецтва Київського державного університету театру, кіно і телебачення ім. Карпенка-Карого, майстерня Богдана Бенюка. Під час навчання в КНУТКТ, у 2013 році, був учасником Міжнародного фестивалю театру і кіно «Artorium» у м. Банська-Бистриця з виставою «Солодкоголоса птаха юності» та Третього міжнародного театрального фестивалю «SINT» у місті Бекешчаба, Угорщина, з виставою «Малороси-європейці». Пройшов програму стажування на телеканалі «1+1» за спеціальністю «актор дубляжу».
З 2015 року — актор Київського академічного театру юного глядача на Липках.

## Театр
Навчальний театр КНУТКТ
- «Солодкоголоса птаха юності» Теннессі Вільямса; реж. Богдан Бенюк — Чанс Вейн
- «Благочестива Марта» Тірсо де Моліни; реж. Богдан Бенюк — Дон Феліппе (фільм-вистава)
- «Украдене щастя» за однойменною п'єсою Івана Франка; реж. Богдан Бенюк — Михайло
- «Малороси-європейці» Володимира Винниченка; реж. Богдан Бенюк

Київський академічний театр юного глядача на Липках
- «Сирена та Вікторія»; реж. Віктор Гирич — француз
- «Король Дроздобород» Братів Ґрімм; реж. Віктор Гирич — солдат
- «Місто» за однойменним романом Валер'яна Підмогильного; реж. Артур Артименьєв — Степан Радченко[3][4][5].
- «Пригоди Тома Сойєра» Марка Твена; реж. Костянтин Дубінін — вчитель
- «Без вини винні» Олександра Островського; реж. Віктор Гирич — Григорій Незнамов
- «Не хочу бути собакою»; реж. Олександра Сенчук — кіт
- «Білоксі-блюз» Ніла Саймона; реж. Максим Михайличенко — Джозеф Віковський
- «Невидима з солодкого королівства»; реж. Ольга Оноприюк — Принц Балдан[6]
- «Ромео і Джульєтта» за однойменною п'єсою Вільяма Шекспіра; реж. Віктор Гирич — Друг Тібальта та Ромео[7]

Київський академічний театр «Золоті ворота»
- «Гедда Ґаблер» за однойменною п'єсою Генріка Ібсена; реж. Олена Щурська[8]

Театр Єсіних
- «Ти-дурень» Олексія Єсіна; реж. Олексій Єсін — Джесь молодший[9]

Івано-Франківський національний академічний драматичний театр імені Івана Франка
- «Сватання на Гончарівці» за однойменною п'єсою Григорія Квітки-Основ‘яненка; реж. Олексій Гнатковський — Осип Скорик
- «Лісова пісня на полі крові» за Лесею Українкою; реж. Ростислав Держипільський — Перелесник
- «Інтерв‘ю з Богом» Ростислава Держипільського; реж. Ростислав Держипільський — Бог

## Фільмографія
| Рік       |   | Українська назва               | Оригінальна назва             | Роль                              |
| --------- | - | ------------------------------ | ----------------------------- | --------------------------------- |
| 2015      | с | «Останній москаль»             |                               | парубок                           |
| 2015      | с | «Заради кохання я все зможу»   | рос. «Ради любви я все смогу» | Микита                            |
| 2016      | с | «Останній москаль.Судний день» |                               | Петро                             |
| 2016      | с | «Черговий лікар»               |                               | Іван                              |
| 2016      | с | «Поганий гарний коп»           | рос. «Плохой хороший коп»     | Федір                             |
| 2017      | с | «Ментовські війни. Київ»       | рос. «Ментовские войны. Киев» | Чак                               |
| 2017      | с | «Жіночий лікар-3»              | рос. «Женский Доктор»         | Льоня                             |
| 2017—2018 | с | «Лікар Ковальчук»              |                               | епізодична роль                   |
| 2018      | с | «Два береги надії»             | рос. «Два берега надежды»     | фанат                             |
| 2018      | ф | «Свінґери»                     |                               | Денис, молодий сусід Світлани     |
| 2019      | с | «Таємниці»                     |                               | Костянтин, помічник Миколи Бюсофа |
| 2019      | с | «Подорожники»                  |                               | Алекс, син Сусанни                |
| 2022      | ф | «Бачення метелика»             |                               | Стаф                              |